# Elkana Marziano
Elkana Marziano este un cântăreț israelian de origine marocană. Acesta a fost desemnat câștigător al concursului The Voice of Israel⁠(d), sezonul 3.

## Colaborări
Marziano este cunoscut pentru colaborările din trecut cu anumiți artiști arabi, prin intermediul cărora nu de puține ori a stârnit controverse.
De pildă, în luna februarie a anului 2021, acesta, împreună cu Sanaa Mohammed, un cântăreț marocan, a lansat piesa ”J'en ai marre”, versurile melodiei fiind scrise atât în arabă, cât și ebraică. Mohamed a primit ulterior amenințări cu moartea, fiind nevoit să își anuleze interviurile programate cu anumite posturi de televiziune israeliene.